# 尤希莫韋
48°55′26″N 32°37′49″E / 48.92389°N 32.63028°E
尤希莫韋（羅馬化：Yukhymove），是烏克蘭中部的村莊，隸屬基洛夫格勒州的克羅皮夫尼茨基區。該村處於丘特卡河畔，始建於1837年，面積1.52平方公里，海拔高度140米，2001年人口213。